# Lucas Balderas
Lucas Balderas (San Miguel el Grande, Guanajuato; 18 de octubre de 1797 - Ciudad de México; 8 de septiembre de 1847) fue un militar mexicano.

## Trayectoria
Nació el 18 de octubre de 1797 en San Miguel el Grande, Guanajuato en el seno de una pobre familia. Cuando joven llegó a la Ciudad de México para ser sastre del español Manuel Alcalde. Tiempo después se alistó en el batallón realista Fieles de Fernando VII hasta 1820 cuando se dio de alta en las milicias cívicas como artillero, ascendiendo a capitán.
En 1828 participó en el Motín de La Acordada, aunque luego ayudó a sofocar el saqueo del Parián. Luego salió con rumbo a Tampico para combatir en la batalla de Pueblo Viejo. En 1847, con el grado de coronel participó en la Intervención estadounidense en México con el batallón de artillería Mina de la Guardia Nacional de las fuerzas del general Antonio de León.
En la Batalla de Molino del Rey, el 8 de septiembre de ese año al intentar sofocar una partida recibió una herida de bala en el vientre, a consecuencia de la cual murió ese mismo día. Se dice que sus últimas palabras fueron: "Pobre patria mía". El 6 de mayo de 1853, por decreto de Antonio López de Santa Anna, fue nombrado coronel permanente. Una calle de la Ciudad de México lleva su nombre. También una estación del metro lleva su apellido. Fue sepultado en el  desaparecido Panteón de Santa Paula. 
Sobre él escribió Mariano Otero: Balderas era un gran ciudadano, porque comenzaba por ser un excelente padre de familia
Y en la Revista Universal del año 1875, Guillermo Prieto dejó una serie de evocaciones históricas acerca de la invasión yanqui de 1847. Luquitas Balderas llama Prieto al sastrecillo a quien sitúa en combate frente a la antigua cárcel de Belem, hoy Centro Escolar Revolución. Balderas combatió  con arrojo y valentía a la soldadesca del norte y  cayó abatido en el Molino del Rey.
Dichas crónicas  figuran en uno de la treintena de tomos  que contienen las Obras Completas de don Guillermo Prieto reunidas por el infatigable investigador Boris Rosen Jelomer y editados por CONACULTA: